# ガリリアーノ橋
ガリリアーノ橋(仏 : Pont du Garigliano)は、フランスのパリ、セーヌ川に架かる橋である。15区のマーシャル・ヴァラン大通りと16区のエグゼルマン大通りを結んでいる。すぐそばにフランス・テレビジョン、ジョルジュ・ポンピドゥー病院がある。
この場所には1863年から1962年まではオートゥイユ高架橋、またはポン・デュ・ジュール高架橋とも呼ばれる橋が架かっていた。この橋は二階建てになっていて、上部はプティト・サンチュールの線路、下部はブルヴァール・デ・マレショーの一部だった。ところがマレショーの交通量が増えてきたのとアーチが低すぎてセーヌ川の航行の妨げになっていたので1963年から架けかえが始まり、1966年9月1日に現在の橋の除幕が行われた。名前は第二次世界大戦中のイタリア戦線での戦場の名から採られた。

## 交通
- メトロ8号線 バラール駅Balard下車
- メトロ9号線 エグゼルマン駅Exelmans下車

## 隣の橋
（上流）グルネル橋―ミラボー橋―ガリリアーノ橋―アヴァル橋―イッシー橋（パリ市外）（下流）